# Каланчак (річка)

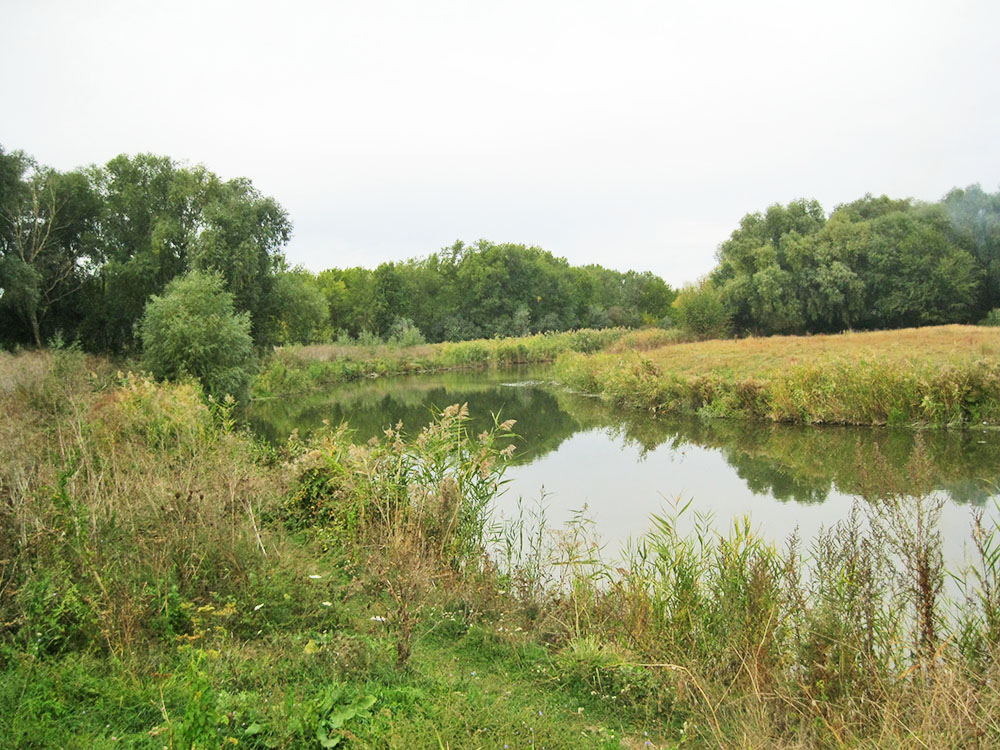
Річка Каланчак.

Каланчак — річка у Чаплинському та Каланчацькому районах Херсонської області.

## Опис
Довжина річки 54,75  км., площа басейну 530,1 км2, ширина річища 4 м, ширина плавнів до 200 м, похил річки— 0,53 м/км. Річище слабозвивисте; на окремих ділянках завширшки 5–10 м.
Каланчак бере початок на південному заході від Чаплинки. Тече переважно на південний захід в межах населених пунктів Новоолександрівки та Каланчак. Впадає у Каланчацький лиман Чорного моря.
Перекриття Північно-Кримського каналу позитивно вплинуло на екосистему річки, що до того була на межі зникнення. Після промиття водою з каналу зі спеціально спорудженого сифона у Каланчаку з'явилася риба — короп, судак та карась.

## Легенди та припущення
- Існує припущення, що річка Каланчак є частиною древньої водної системи Геррос — Гіпакііс.[3][4] Давньогрецький історик — «батько історії» Геродот побувавши на території сучасної південної України дві з половиною тисяч років тому залишив детальний опис Північного Причорномор'я. Він описав вісім великих річок, починаючи від Дунаю і закінчуючи Доном. «Шоста річка Гіпакіріс, що впадає з озера, пливе через країну кочових скіфів і впадає (до моря) коло міста Каркінітіди, залишаючи по правій стороні так зване Ахіллесове ристалище» (кн. IV, 55). Херсонські краєзнавці: М. М. Авдальян, І. Д. Ратнер та М. П. Оленковський ототожнюють Гіпакіріс з водною системою річки Каланчак. А знавець скіфського степу Борис Михайлович Мозолевський, проаналізувавши всі останні досягнення археології прийшов до висновку: «Наведені додаткові докази… дозволили нам… ототожнити Гіпакіріс з водною системою: Сірогозька балка — р. Каланчак — Каркінітська затока».[5][6]
- В роботі «Геррос Геродота» Юрій Безух (лікар, краєзнавець, член Національної Спілки журналістів України, Конгресу Літераторів України та Російського філософського товариства) стверджує: «Ми ж можемо з певністю сказати, що  Каланчак — Конка це і є Геррос, а балка Великі Сірогози — Чаплі з численними притоками і є Гіпакіріс, який впадав у Каркінітську затоку Чорного моря в часи Геродота».[7]